# 梨の形をした3つの小品

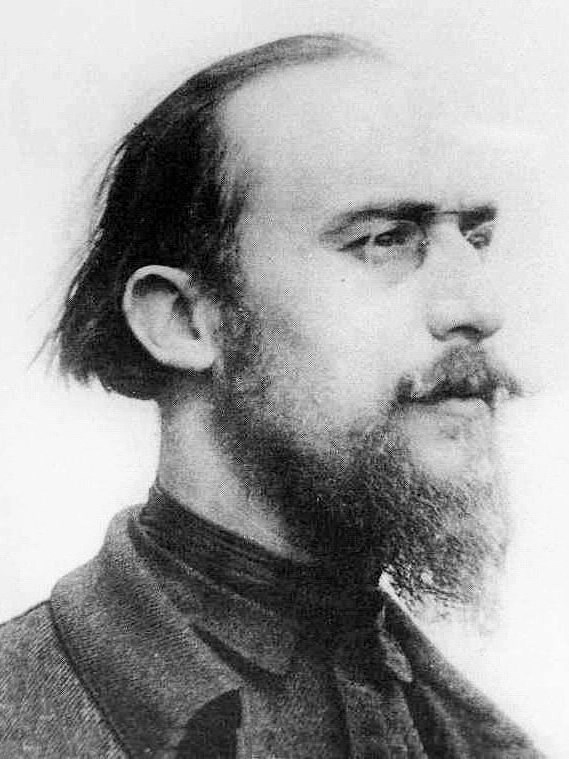
エリック・サティ（1898年）

『梨の形をした3つの小品』（なしのかたちをしたみっつのしょうひん、仏：Trois morceaux en forme de poire）は、1903年にフランスの作曲家エリック・サティによって作曲された4手連弾のためのピアノ曲。「3つの小品」とあるが、実際には7つの小曲からできている。

## 概要
当時、サティはクロード・ドビュッシーに「形式的な作品を作ってみては」と忠告され、調性、拍子、形式を明確にした曲を作曲することになる。
結果、この「梨の形をした3つの小品」が完成することになったが、フランス語の「梨（西洋梨）」という単語にはもう一つ「まぬけ」や「うすのろ」といった意味があり、形式に対する、サティらしい皮肉となっている。

## 曲の構成
- 第1曲 始め方
4分の4拍子。
終止線もある。3小節単位の動機が終止線まで繰り返される。
なお、この第1曲は元々は1891年に劇付随音楽「星たちの息子」の曲として作曲され、その後1897年頃に「グノシエンヌ」と改題された後、さらに本作品へ流用された経緯がある。

- 第2曲 同じものの延長
4分の2拍子、ニ短調。
セカンドをプリマが追う、メランコリーの書法によって作曲されている。

- 第3曲 小品Ⅰ
4分の2拍子、ハ短調。
ここからの小品が「梨の形をした3つの小品」にあたる部分。曲想は緩やか。プリマでいくつかの動機が繰り返される。

- 第4曲 小品Ⅱ
4分の2拍子 - 4分の4拍子、ハ長調 - ト長調 - 変イ長調。
快活な舞曲。中間部は変イ長調で4分の4拍子となり、なだらかとした曲想。その後、再び最初の舞曲に戻っていく。

- 第5曲 小品Ⅲ
4分の4拍子。
激しい曲想。明確なリズムが特徴的。

- 第6曲 つけ加えて
4分の4拍子。
全体的に変化のない作り。プリマは単旋律的に演奏される。

- 第7曲 言い直し
4分の3拍子、変ロ長調
緩やかで優雅な旋律の舞曲で締めくくる。